# Kanał Skolwiński
Kanał Skolwiński – kanał wodny przy Odrze, w Szczecinie, w Dolinie Dolnej Odry, pomiędzy Skolwinem a wyspą Żurawi Ostrów.
Kanał Skolwiński został włączony do morskich wód wewnętrznych. Wody kanału znajdują się w granicach portu morskiego Szczecin.
Według danych z 23 października 2017 bezpieczne zanurzenie statków wynoszą:
- 3,4 m – od północnego cypla Żurawiego Ostrowa do nabrzeża Fant,
- 3,6 m –  od nabrzeża Fant do południowego cypla Żurawiego Ostrowa[4].

Nad zachodnim brzegiem położona jest Fabryka Papieru „Szczecin-Skolwin”. Przy zachodnim brzegu znajduje się przystań żeglarska, administrowana przez Skolwin Yacht Club, a także sąsiadująca przystań Koła wędkarskiego nr 83 PZW „Okoń” Skolwin.
Do kanału uchodzą wody Skolwinki.
Do 1945 r. stosowano niemiecką nazwę Königsfahrt. W 1949 r. ustalono urzędowo polską nazwę Kanał Skolwiński. Nazwą oboczną jest Nurt Skolwiński.